# Тукумс
Тукумс (произношение) (на латвийски: Tukums) е град в централна Латвия. Градът е административен център на район Тукумс. В околностите на Тукумс обща граница имат три от четирите исторически области в Литва: Земгале, Видземе и Куземе. Тукумс се намира на около 70 km от столицата Рига

## История
През 1795 година Тукумс официално получава статут на град.
Градът е останал в историята на Втората световна война като бойно поле на сраженията между войските на СССР и Нацистка Германия.

## Забележителности
Градът е известен с множеството си музеи.

## Побратимени градове
- Шесел, Германия
- Фредериксверк, Дания
- Плунге, Литва
- Бней-Айш, Израел
- Шеневиер, Франция
- Тидахолм, Швеция
- Красногорск, Русия
- Кореличи, Беларус
- Изюм, Украйна

## Известни личности
- Георгс Андрейевс – политик, участвал в Европейския парламента
- Игор Владимирович Чиннов – руски поет
- Бруно Калнинш – политик
- Дайнис Кула – олимпийски златен медалист от Москва 1980 по хвърляне на копие